# فوشیمی، کیوتو
فوشیمی (به ژاپنی: 伏見区) یکی از مناطق یازده‌گانه شهری در کیوتو است.